# Twice (gospelduo)
Twice is een Nederlands gospelduo uit Vriezenveen, bestaande uit Roel Koster en Geert Doldersum. Doldersum is tevens tekstschrijver. Koster was van 2006 tot 2010 politiek actief als fractievertegenwoordiger van de lokale partij Gemeentebelangen Twenterand en werd voor deze partij in 2018 wethouder van de gemeente Twenterand.

## Ontstaan
Koster en Doldersum hebben elkaar begin jaren '70 ontmoet tijdens een Youth for Christ-koffiebar in Wierden en in 1984 is het duo Twice ontstaan. De formatie is diverse keren ontbonden, wat meteen de achterliggende gedachte is van de naam. Het is de tweede maal dat Koster en Doldersum samen zingen en spelen, maar men dient wedergeboren te zijn om het Koninkrijk der Hemelen te beërven. In de jaren negentig braken Koster en Doldersum nationaal door na het uitbrengen van de albums "Love is more..." (regel uit het lied Blackbird feeling) en "River of Mercy". Dat laatste album is geproduceerd door Buddy Miller. Het jaar 1995 was het hoogtepunt van succes. Twice trad toen diverse malen op voor radio en tv.
Na 1995 ging het duo uit elkaar en besloten Koster en Doldersum ieder een eigen muzikale weg op te gaan. Koster is toen zes jaar onder de naam Twice doorgegaan, maar in 2002 verscheen er met Doldersum een nieuw album met de toepasselijke titel Once Again, gearrangeerd en geproduceerd door Niek Hoogma. Ook kwam er een tour die hen in het voorjaar van 2003 naar Afrika bracht. Daar werkte Twice mee aan het African Choral & Gospel Music Festival, in Ghana. Eenmaal terug in Nederland verscheen er in december 2003 een nieuw Nederlandstalig album met de titel Twice ontmoet Hodos. Dit album werd opgenomen in de eigen studio van Twice. Het album Verwonderd, waar ruim een jaar aan gewerkt is, verscheen in november 2007. De poëtische teksten zijn van Johan Th. Bos. Een jaar later werd de cd herperst.

## Discografie
- 1991: Love Is More...
- 1993: River Of Mercy
- 1997: Love & Mercy
- 1997: Time To Surrender
- 2002: Once Again
- 2003: Twice ontmoet Hodos
- 2007: Verwonderd